# Sebastián Pinto
Sebastián Andrés Pinto Perurena (Santiago del Cile, 5 febbraio 1986) è un ex calciatore cileno, di ruolo attaccante.

## Carriera

### Club
In possesso di passaporto spagnolo, nel 2008 ha giocato con la squadra brasiliana del Santos una partita di Coppa Libertadores contro il San José (sconfitta per 2-1).
Nel 2008-2009 ha giocato prima nella massima serie Argentina con la maglia del Godoy Cruz (5 presenze) e poi in quella cilena con l'Audax Italiano (2 presenze).
Nel 2009-2010, sempre con l'Audax Italiano, ha disputato 24 partite del campionato di massima serie con 3 partite di spareggi.
Nel gennaio del 2011 viene acquistato dal Varese, squadra italiana militante in Serie B, con cui ha firmato un contratto semestrale fino al 30 giugno dello stesso anno, con opzione per le due stagioni successive.
A fine stagione rientra in Cile, ingaggiato dal Club Deportivo O'Higgins, squadra di massima serie cilena.
Nel gennaio del 2012, viene prelevato dai turchi del Bursaspor.

### Nazionale
Conta una presenza con la Nazionale cilena nel 2006 in un'amichevole non ufficiale disputata contro la selezione di calcio dell'Aragona.
Il 21 dicembre 2011 gioca la sua prima partita ufficiale firmando una tripletta in una vittoriosa amichevole contro il Paraguay.